# Kroger St. Jude International and the Cellular South Cup 2002 - Qualificazioni singolare maschile
Le qualificazioni del singolare maschile del Kroger St. Jude International and the Cellular South Cup 2002 sono state un torneo di tennis preliminare per accedere alla fase finale della manifestazione. I vincitori dell'ultimo turno sono entrati di diritto nel tabellone principale. In caso di ritiro di uno o più giocatori aventi diritto a questi sono subentrati i lucky loser, ossia i giocatori che hanno perso nell'ultimo turno ma che avevano una classifica più alta rispetto agli altri partecipanti che avevano comunque perso nel turno finale.
Le qualificazioni del torneo Kroger St. Jude International and the Cellular South Cup 2002 prevedevano 16 partecipanti di cui 4 sono entrati nel tabellone principale.

## Teste di serie
1. Hyung-Taik Lee (ultimo turno)
2. Vince Spadea (ultimo turno)
3. Chris Woodruff (primo turno)
4. Jack Brasington (ultimo turno)

1. Jeff Morrison (Qualificato)
2. Alex Kim (primo turno)
3. Paul Goldstein (Qualificato)
4. Justin Gimelstob (primo turno)

## Qualificati
1. Jeff Salzenstein
2. Jeff Morrison

1. Paul Goldstein
2. Justin Gimelstob

## Tabellone

### Legenda
| - Q = Qualificato - WC = Wild card - LL = Lucky loser | - ALT = Alternate - SE = Special Exempt - PR = Protected Ranking | - w/o = Walkover - r = Ritirato - d = Squalificato |

### Sezione 1
|  | Primo turno | Primo turno      | Primo turno      | Primo turno | Primo turno |  |  | Ultimo turno | Ultimo turno     | Ultimo turno     | Ultimo turno | Ultimo turno |  |
|  |             |                  |                  |             |             |  |  |              |                  |                  |              |              |  |
|  | 1           | Hyung-Taik Lee   | Hyung-Taik Lee   | 6           | 6           |  |  |              |                  |                  |              |              |  |
|  |             | Richard Magney   | Richard Magney   | 1           | 2           |  |  | 1            | Hyung-Taik Lee   | Hyung-Taik Lee   | 2            | 4            |  |
|  |             | Jeff Salzenstein | Jeff Salzenstein | 7           | 7           |  |  |              | Jeff Salzenstein | Jeff Salzenstein | 6            | 6            |  |
|  | 6           | Alex Kim         | Alex Kim         | 65          | 68          |  |  |              |                  |                  |              |              |  |

### Sezione 2
|  | Primo turno | Primo turno   | Primo turno   | Primo turno | Primo turno |  |  | Ultimo turno | Ultimo turno  | Ultimo turno  | Ultimo turno | Ultimo turno |  |
|  |             |               |               |             |             |  |  |              |               |               |              |              |  |
|  | 2           | Vince Spadea  | 4             | 6           | 6           |  |  |              |               |               |              |              |  |
|  |             | Michael Joyce | 6             | 2           | 0           |  |  | 2            | Vince Spadea  | Vince Spadea  | 5            | 3            |  |
|  | 5           | Jeff Morrison | Jeff Morrison | 7           | 6           |  |  | 5            | Jeff Morrison | Jeff Morrison | 7            | 6            |  |
|  |             | Mark Dietrich | Mark Dietrich | 6(1)        | 1           |  |  |              |               |               |              |              |  |

### Sezione 3
|  | Primo turno | Primo turno    | Primo turno    | Primo turno | Primo turno |  |  | Ultimo turno | Ultimo turno   | Ultimo turno   | Ultimo turno | Ultimo turno |  |
|  |             |                |                |             |             |  |  |              |                |                |              |              |  |
|  |             | Bob Bryan      | 6              | 3           | 6           |  |  |              |                |                |              |              |  |
|  | 3           | Chris Woodruff | 3              | 6           | 2           |  |  |              | Bob Bryan      | Bob Bryan      | 3            | 1            |  |
|  | 7           | Paul Goldstein | Paul Goldstein | 6           | 6           |  |  | 7            | Paul Goldstein | Paul Goldstein | 6            | 6            |  |
|  |             | Brian Baker    | Brian Baker    | 4           | 4           |  |  |              |                |                |              |              |  |

### Sezione 4
|  | Primo turno | Primo turno             | Primo turno             | Primo turno | Primo turno |  |  | Ultimo turno | Ultimo turno     | Ultimo turno     | Ultimo turno | Ultimo turno |  |
|  |             |                         |                         |             |             |  |  |              |                  |                  |              |              |  |
|  | 4           | Jack Brasington         | Jack Brasington         | 6           | 6           |  |  |              |                  |                  |              |              |  |
|  |             | Juan-Albert Viloca-Puig | Juan-Albert Viloca-Puig | 3           | 3           |  |  | 4            | Jack Brasington  | Jack Brasington  | 2            | 65           |  |
|  |             | Justin Gimelstob        | 6                       | 0           | 6           |  |  |              | Justin Gimelstob | Justin Gimelstob | 6            | 7            |  |
|  | 8           | Kevin Kim               | 2                       | 6           | 4           |  |  |              |                  |                  |              |              |  |